# Nikolaï Bogdanov
Pour les articles homonymes, voir Bogdanov.
Nikolaï Vladimirovitch Bogdanov (Николай Владимирович Богданов), né le 5 mars 1906 à Kadom dans le gouvernement de Tambov (Empire russe) et mort le 21 novembre 1989 à Moscou, est un écrivain russe et soviétique de littérature pour la jeunesse et correspondant de guerre.

## Biographie
Nikolaï Bogdanov naît à Kadom et passe sa petite enfance à Ermich. Sa mère est institutrice et son père médecin de village. Il étudie au lycée d'Elatom et quand sa famille déménage à Sassovo, il poursuit ses études à l'école secondaire de la ville. Il entre au Komsomol en 1920 et en organise des cellules dans le raïon de Sassovo et s'engage dans la lutte contre l'analphabétisme. Il continue ses études en 1923 à Moscou aux cours de lettres Brioussov (future faculté de lettres de l'université d'État de Moscou) ; il a pour condisciples les futurs écrivains Mikhaïl Svetlov, Iakov Chvedov et Mikhaïl Golodny. Pendant ses études, il continue à être chef-pionnier auprès des adolescents et travaille à la rédaction de la revue Pionnier. Il aide Kroupskaïa dans sa correspondance avec les lecteurs et écrit la préface de son livre Lettre aux pionniers. Son amitié avec Arkadi Gaïdar l'incite à écrire son premier livre sur la vie des pionniers. Il publie L'Un des premiers, puis d'autres livres Le Parti des gamins libres, Merveilleux, Quand j'étais chef-pionnier, etc.
Il est correspondant du journal de l'armée La Voie de Lénine sur le front de la Guerre soviéto-finlandaise de 1939-1940 , puis correspondant de guerre à partir du début de la Grande Guerre patriotique. Il écrit deux livres pour enfants sur la guerre à partir de ses observations et deux livres de prose. Il est décoré de l'ordre de la Guerre patriotique, de l'ordre de l'Étoile rouge, de la médaille pour la défense de Moscou, de la médaille pour la défense de Léningrad, de la médaille pour la défense de Stalingrad et d'autres.
En 1956, il achète une maison dans la ville de Taroussa où il se rend ensuite régulièrement. Il est enterré au vieux cimetière de Taroussa. En 2012, il est déclaré citoyen d'honneur de la ville de Taroussa.

### Prose sur la guerre pour la jeunesse
- Рассказы о войне, Récits de guerre
- Фюнфкиндер, Fünfkinder, 1984

### Prose pour la jeunesse
- Сказ про Красную звёздочку, Conte de la petite étoile rouge, 1973
- Улыбка Ильича, Le Sourire d'Ilitch, 1974

### Livres sur la guerre
- Тайна Юля-Ярви, Le Secret de Ioul-Iarva
- Хорошая пословица, Le Bon Proverbe

### Prose classique
- Вечера на укомовских столах Soirées aux tables de l'Oucom[5]
- Враг, L'Ennemi
- Легенда о московском Гавроше, La Légende du gavroche moscovite[6]
- О смелых и умелых, À propos des courageux et des habiles, 1951